# ۱۱۱۴ (میلادی)
۱۱۱۴ (میلادی) هزارو صد و چهاردهمین سال تقویم میلادی است.

## درگذشتگان
‎